# Ophiomyxa pentagona
Az Ophiomyxa pentagona a kígyókarúak (Ophiuroidea) osztályának Ophiacanthida rendjébe, ezen belül az Ophiomyxina alrendjébe és az Ophiomyxidae családjába tartozó faj.

## Előfordulása
Az Ophiomyxa pentagona az egész Földközi-tengerben megtalálható.

## Megjelenése
A testkorongban találhatók a belső szervek. A középpontból öt teljesen egyforma kar nyúlik ki. Az állat kültakaróját kalcitkristályok merevítik. A karokon a külső váz egymásba fonódó lemezekből áll, ez nagy mozgékonyságot biztosít. Ha az állatot megragadja valami, a lemezek könnyen szétválnak, azaz a karokból darabok törnek le, így téve lehetővé a menekülést. A tüskék kettős sorban nőnek a kar teljes hosszán. A tüskék mellett ujjhoz hasonló függelékként úgynevezett ambulakrális lábacskák helyezkednek el a kar alsó oldalán. Ezek ragadják meg az aljzaton heverő vagy a vízben lebegő szerves részecskéket, amelyeket továbbítanak a szájnyíláshoz. Az Ophiomyxa pentagonának rendkívül mozgékonyak a karjai.

## Életmódja
Az Ophiomyxa pentagona főleg a sziklás aljzatot kedveli. Tápláléka planktonikus szervezetek, és szerves törmelék.

## Szaporodása
A párzási időszak egész évben, főként nyáron, amikor meleg a víz és bőséges a táplálékkínálat. Az állatok váltívarúak. A két nem, a vízbe bocsátja a petéjét, illetve a hímivarsejtjét. A lárvák mozgékonyak, és a planktonban lebegnek.